# Tetrachroa edwardsi
Tetrachroa là một chi bướm đêm thuộc họ Sphingidae, chỉ gồm một loài Tetrachroa edwardsi, được tìm thấy ở Queensland và New South Wales.
Sải cánh dài khoảng 100 mm. Adults are dark grey with white markings, but have a large rufous-red area on the hindwings.